# Joseph Kramm
Joseph A. Kramm (Filadelfia, 30 settembre 1907 – Queens, 8 maggio 1991) è stato un drammaturgo statunitense.
Kramm è noto soprattutto per aver scritto l'opera teatrale The Shrike, che gli valse il Premio Pulitzer per la drammaturgia nel 1952. Tre anni più tardi Kramm riadattò la propria opera per il cinema, scrivendo la sceneggiatura di La figlia di Caino.

## Filmografia

### Sceneggiatore
- La figlia di Caino (The Shrike), regia di José Ferrer (1955)